# تاکاشی آمانو(آکواریومیست)
تاکاشی آمانو (۱۸ ژوئیه ۱۹۵۴ – ۴ اوت ۲۰۱۵) دوچرخه‌سوار حرفه‌ای، عکاس، طراح و آکواریوم‌دار حرفه‌ای بود. علاقه او به آکواریوم باعث شد تا دست به راه‌اندازی شرکت ژاپنی آکوا دیزاین آمانو (Aqua Design Amano) بزند.
آمانو نویسنده کتاب دنیای آکواریوم طبیعت (Nature Aquarium World) که یک سری سه‌جلدی دربارۀ آکواریوم، گیاهان آکواریومی و ماهی‌های آکواریومی آب شیرین بود. او همچنین مؤلف کتاب بهشت گیاهان آکواریومی که در سال ۱۹۹۷ منتشر شد می‌باشد.
گونه‌ای از میگوهای آب شیرین با نام علمی (Caridina multidentata) یا «میگوی یاماتو» که امروزه به نام میگوی آمانو نامیده می‌شود، به نام او نام‌گذاری شده است. پس از کشف توانایی این گونه برای خوردن مقادیر زیادی جلبک، آمانو به یک عمده فروش محلی ماهی‌های آکواریومی چندین هزار عدد از این میگو را سفارش داد و از آن زمان این میگو به یکی از اصلی‌ترین اجزاء آکواریوم پلنت آب شیرین تبدیل شده است.
او بر اثر ذات‌الریه در سال ۲۰۱۵ در سن ۶۱ سالگی درگذشت

## آکواریوم
تاکاشی آمانو مقاله‌های فراوانی دربارۀ آکواریم‌های گیاهی آب شیرین نوشته است. او یک سبک متمایز از چیدمان و کاشت گیاهان در آکواریوم و در یک‌کلام سبکی جدید در طراحی و دکور آکواریوم‌های گیاهی را ایجاد کرد، با استفاده از چیدمان سنگ‌های وابی سابی و ذن در اصول طراحی باغ ژاپنی تحولی در این زمینه ایجاد کرد. ترکیبات اجزاء آکواریوم هیا او تقلیدی از طبیعت بود. آمانو از علف بلوری به عنوان یکی از گیاهان اصلی در تزئین آکواریوم‌هایش استفاده زیادی کرد.
او در سال ۱۹۸۲ شرکت دیزاین آکواریوم آمانو (Aqua Design Amano) را با هدف ارائه تجهیزات پرورش گیاهان آبزی تأسیس کرد. کتاب‌های عکس او که نام «آکواریوم طبیعت» را بر آن نهاد، در سال ۱۹۹۲ منتشر شد، و به هفت زبان ترجمه شد.

### میگوی آمانو

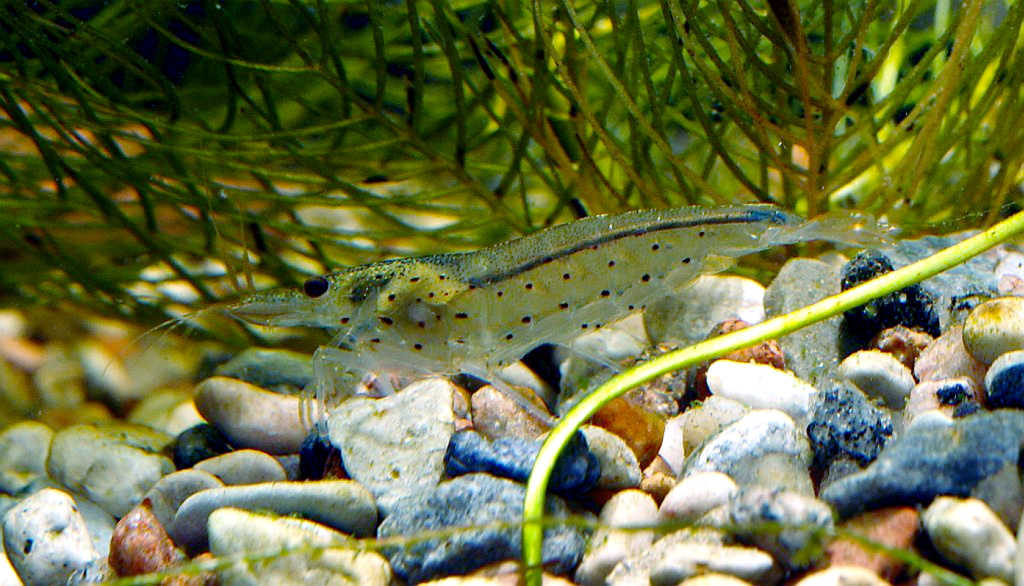
میگو آمانو (Caridina multidentata)

در دهه ۱۹۸۰ میلادی میگوی آمانو (Caridina multidentata) و استفاده پرتعداد از آن در آکواریوم‌ها توسط تاکاشی آمانو به عنوان وسیله‌ای برای کنترل رشد جلبک‌ها به آکواریوم‌داران معرفی شد. به همین دلیل این نژاد میگو به نام او نام‌گذاری شد.